# La Côte-d'Aime
La Côte-d'Aime és un municipi francès situat al departament de la Savoia i a la regió d'Alvèrnia-Roine-Alps. L'any 2007 tenia 869 habitants.

## Demografia

### Població
El 2007 la població de fet de La Côte-d'Aime era de 869 persones. Hi havia 328 famílies de les quals 76 eren unipersonals (34 homes vivint sols i 42 dones vivint soles), 80 parelles sense fills, 147 parelles amb fills i 25 famílies monoparentals amb fills.
La població ha evolucionat segons el següent gràfic:
Habitants censats

### Habitatges
El 2007 hi havia 599 habitatges, 327 eren l'habitatge principal de la família, 254 eren segones residències i 18 estaven desocupats. 528 eren cases i 72 eren apartaments. Dels 327 habitatges principals, 274 estaven ocupats pels seus propietaris, 40 estaven llogats i ocupats pels llogaters i 14 estaven cedits a títol gratuït; 3 tenien una cambra, 27 en tenien dues, 55 en tenien tres, 63 en tenien quatre i 179 en tenien cinc o més. 277 habitatges disposaven pel capbaix d'una plaça de pàrquing. A 120 habitatges hi havia un automòbil i a 188 n'hi havia dos o més.

### Piràmide de població
La piràmide de població per edats i sexe el 2009 era:
| Homes | Edats   | Dones |
| ----- | ------- | ----- |
| 0     | 95 o +  | 0     |
| 0     | 90 a 94 | 0     |
| 0     | 85 a 89 | 0     |
| 16    | 80 a 84 | 20    |
| 16    | 75 a 79 | 12    |
| 16    | 70 a 74 | 24    |
| 16    | 65 a 69 | 0     |
| 8     | 60 a 64 | 20    |
| 36    | 55 a 59 | 12    |
| 16    | 50 a 54 | 24    |
| 20    | 45 a 49 | 20    |
| 32    | 40 a 44 | 16    |
| 44    | 35 a 39 | 32    |
| 28    | 30 a 34 | 24    |
| 0     | 25 a 29 | 16    |
| 8     | 20 a 24 | 4     |
| 20    | 15 a 19 | 12    |
| 16    | 10 a 14 | 12    |
| 24    | 5 a 9   | 36    |
| 32    | 0 a 4   | 12    |

## Economia
El 2007 la població en edat de treballar era de 558 persones, 417 eren actives i 141 eren inactives. De les 417 persones actives 402 estaven ocupades (216 homes i 186 dones) i 15 estaven aturades (11 homes i 4 dones). De les 141 persones inactives 41 estaven jubilades, 66 estaven estudiant i 34 estaven classificades com a «altres inactius».

### Ingressos
El 2009 a La Côte-d'Aime hi havia 331 unitats fiscals que integraven 850 persones, la mediana anual d'ingressos fiscals per persona era de 19.776,5 €.

### Activitats econòmiques
Dels 50 establiments que hi havia el 2007, 2 eren d'empreses de fabricació d'altres productes industrials, 17 d'empreses de construcció, 1 d'una empresa de comerç i reparació d'automòbils, 2 d'empreses de transport, 5 d'empreses d'hostatgeria i restauració, 1 d'una empresa d'informació i comunicació, 1 d'una empresa financera, 1 d'una empresa immobiliària, 8 d'empreses de serveis, 11 d'entitats de l'administració pública i 1 d'una empresa classificada com a «altres activitats de serveis».
Dels 14 establiments de servei als particulars que hi havia el 2009, 1 era un establiment de lloguer de cotxes, 2 paletes, 1 guixaire pintor, 5 fusteries, 2 lampisteries, 2 electricistes i 1 restaurant.
L'any 2000 a La Côte-d'Aime hi havia 6 explotacions agrícoles que ocupaven un total de 135 hectàrees.

## Equipaments sanitaris i escolars
El 2009 hi havia una escola elemental.

## Poblacions més properes
El següent diagrama mostra les poblacions més properes.